# Rodney Paavola
Rodney Earland "Rod" Paavola, född 21 augusti 1939 i Hancock i Michigan, död 3 december 1995 i Marquette i Michigan, var en amerikansk ishockeyspelare.
Paavola blev olympisk guldmedaljör i ishockey vid vinterspelen 1960 i Squaw Valley.